# Romain Sato
Romain Lebel Guessagba Sato (* 2. März 1981 in Bimbo) ist ein ehemaliger Basketballspieler aus der Zentralafrikanischen Republik. Er spielte in einigen der besten Ligen Europas, wurde griechischer, italienischer und spanischer Meister sowie EuroLeague-Sieger.

## Karriere
Sato spielte in seinem Heimatland Basketball für den Verein Red Star Dongo in der Hauptstadt Bangui. Er kam Anfang 1999 mit Hilfe von Eugène Pehoua, Teilnehmer am olympischen Basketballturnier von 1988, in die Vereinigten Staaten. Nach seinem High-School-Abschluss an der Dayton Christian wechselte er an die Xavier University, für deren Mannschaft er von 2000 bis 2004 in der NCAA spielte.
Bei der NBA Draft 2004 wurde er Ende der zweiten Runde von den San Antonio Spurs ausgewählt, spielte aber nie in der nordamerikanischen Liga. In der Saison 2004/05 bekam Sato in der NBA aufgrund einer Entzündung der Patellarsehne keinerlei Spielzeit, Ende Februar 2005 wurde er aus dem Aufgebot gestrichen. Daraufhin wechselte er zum italienischen Zweitligisten Sicc Cucine Jesi, wo er in der Saison 2005/06 zum Spieler mit dem zweitbesten Punkteschnitt der Liga avancierte. Nachdem er zum Saisonende in den Meisterschafts-Play-offs kurzzeitig beim FC Barcelona unter Vertrag gewesen war, kehrte Sato nach Italien zurück, diesmal zum Erstligaverein Montepaschi Siena. Er wurde mit Siena in jedem Jahr italienischer Meister und erreichte 2008 im höchsten europäischen Vereinswettbewerb EuroLeague das Final-Four-Turnier, bei dem man am Ende den dritten Platz belegte. Nachdem er unter anderem in der EuroLeague-Saison 2008/09 als effektivster Spieler des Spieltags bereits einmal zum Spieler der Woche ernannt wurde, wurde er in der Lega Basket Serie A in der Saison 2009/10 zum MVP der Hauptrunde in der Serie A gewählt.
2010 wechselte Sato zum griechischen Meister Panathinaikos Athen, bei dem er einen Dreijahresvertrag unterzeichnete. Mit Panathinaikos gewann Sato neben einer Meisterschaft und dem griechischen Vereinspokal auch die EuroLeague (Saison 2010/11). Bereits nach zwei Jahren wechselte Sato zu Fenerbahçe Ülker nach Istanbul in die Türkiye Basketbol Ligi. Nach einer eher enttäuschenden Spielzeit, in der Fenerbahçe nur den türkischen Pokalwettbewerb gewann und ansonsten eher früh in der EuroLeague sowie den Play-offs der türkischen Meisterschaft ausschied, wurde der Zweijahresvertrag bereits nach einer Saison beendet. Sato schloss sich daraufhin dem spanischen Erstligisten aus Valencia an. Zwar trat Sato damals erstmals nach sieben Spielzeiten nicht im höchsten europäischen Wettbewerb EuroLeague an, gewann jedoch mit Valencia den zweiten europäischen Vereinswettbewerb, den ULEB Eurocup. Sato blieb bis 2017 in Valencia. Im letzten Spieljahr als Berufsbasketballspieler wurde er mit Valencia spanischer Meister, im Eurocup sowie im spanischen Pokalwettbewerb wurde man jeweils Zweiter.
In einer Abstimmung des Fachmediums NewsBasket-beafrika wurde Sato 2019 zum besten Afrikaner gewählt, der jemals Basketball in Europa spielte.

## Nationalmannschaft
Bereits bei der Afrikameisterschaft 2001 war Sato der überragende Spieler der Auswahl der Zentralafrikanischen Republik, dennoch erreichte diese nur den neunten Platz. Mit der Nationalmannschaft erzielte er zwei Jahre später den fünften Rang, spielte aber bei den Afrikameisterschaften 2005 und 2007 nicht für die Zentralafrikanische Republik, was er für das Turnier 2007 auf die seiner Ansicht nach zu kurze Vorbereitungsphase zurückführte. Er erklärte sich jedoch grundsätzlich bereit, für die Mannschaft des zweifachen Afrikameisters zu spielen. Bei der Afrikameisterschaft 2009 erzielte er Mittelwerte von 21,6 Punkten und 8,6 Rebounds je Begegnung und belegte mit der Nationalmannschaft den sechsten Platz. 2019 kehrte er als Spieler in die Nationalmannschaft zurück, um der Auswahl der Zentralafrikanischen Republik zu helfen, einen Startplatz bei der Weltmeisterschaft 2019 zu erringen, was misslang. 2021 nahm er mit der Nationalmannschaft an der Afrikameisterschaft teil und wurde 14.

## Erfolge
- Italienischer Meister: 2007, 2008, 2009, 2010
- Griechischer Meister: 2011
- Spanischer Meister: 2017
- Italienischer Pokalsieger: 2009, 2010
- Griechischer Pokalsieger: 2012
- Türkischer Pokalsieger: 2013
- Italienischer Supercup: 2007, 2008
- EuroLeague: 2011
- ULEB Eurocup: 2014